# Notarcha
Genre
Notarcha est un genre de lépidoptères (papillons) de la famille des Crambidae.

## Quelques espèces
- Notarcha amaenalis  (Walker, 1866)
- Notarcha aurolinealis  (Walker, 1859)
- Notarcha cassusalis  (Walker, 1859)
- Notarcha chrysoplasta
- Notarcha delicatalis (Hampson, 1891)
- Notarcha faustalis  (Lederer, 1863)
- Notarcha muscerdalis (Zeller, 1852)
- Notarcha obrinusalis  (Walker, 1859)
- Notarcha polytimeta
- Notarcha quaternalis (Zeller, 1852)
- Notarcha temeratalis (Zeller, 1852)

## Première publication
(en) E. Meyrick, On the classification of Australian Pyralidina, Transactions of the Entomological Society of London, 1884 (3): 310 Texte complet